# Georg Bohte
Georg Bohte, także Bothe (zm. 1688), drukarz pomorski, związany z Kołobrzegiem.
Bohte pochodził z Kołobrzegu. W grudniu 1682 nabył miejscową drukarnię od Ludwiga Rödera i jego żony Marii Elżbiety, a także od Martina Rango, prawnika kołobrzeskiego, który stał się współwłaścicielem tej drukarni wobec niewypłacalności Rödera. Drukarnia ta miała charakter zakładu miejskiego.
W ciągu kilku lat działalności drukarni pod jego kierownictwem Bohte zmagał się z licznymi trudnościami o charakterze administracyjnym; mimo korzystnych orzeczeń ze strony elektora Fryderyka Wilhelma z 1684 odmawiano drukarzowi uznania wyłączności jego prawa własności, a niekiedy także legalności. Bohte pozostawał także w sporze kompetencyjnym z oficjalnym drukarzem elektorskim na Pomorzu Zachodnim, z pochodzenia Szwedem, Bergerem Campe, i w tym zakresie na wsparcie elektora liczyć już nie mógł. W 1685 Campe uzyskał nawet elektorski nakaz zamknięcia konkurencyjnej oficyny. Rychła śmierć Campego (jeszcze w tym samym 1685) nie przerwała sporu, podjął go bowiem kontynuator jego warsztatu Johann Nicolaus Ernst. Ostatecznie w 1685 zniechęcony Bohte opuścił rodzinny Kołobrzeg, zmarł trzy lata później.
Do końca życia Bohtego drukarnia w Kołobrzegu, ciesząca się nieustannie poparciem władz miejskich, prowadziła nadal działalność wydawniczą za sprawą matki drukarza i pomocnika Johanna Reisingera. Próbowano także – bez powodzenia – sprowadzić nowego typografa, w sprawie tej prowadząc rozmowy z przedstawicielem znanej szczecińskiej rodziny drukarzy Johannem Höpfnerem. W sierpniu 1688, po kolejnej decyzji elektorskiej, zakład zamknięto, co na kilkadziesiąt lat przerwało aktywność drukarską w Kołobrzegu.
Profil wydawniczy oficyny Bohtego obejmował przede wszystkim druki religijne. Wydano m.in. w 1684 śpiewnik kołobrzeski Geistliches Kleinod, worinn allerhand geistreiche und in den Evangelischen Kirchen übliche Lieder. Z innych publikacji wymienić należy opracowanie dawnego współwłaściciela drukarni Martina Rango z dziejów Pomorza: Origines Pomeranicas Clariss. Virorum, nec non XXV. Diplomata Vetusta Patriae antiquitates illustrantia (1684).